# Contrada del Drago

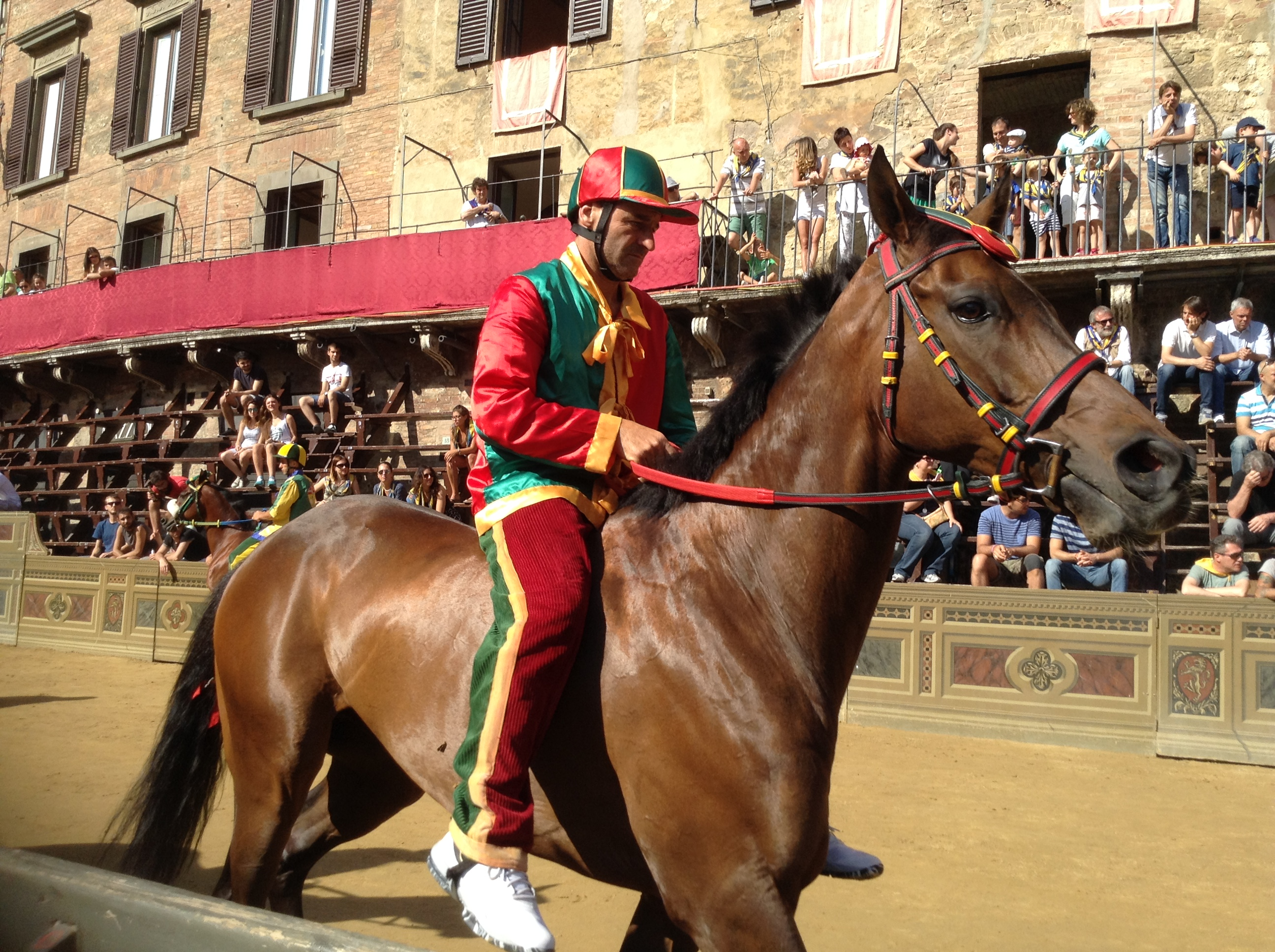
Il fantino Luigi Bruschelli detto Trecciolino sul cavallo Phatos de Ozieri durante la provaccia del palio del 2 luglio 2016 con i colori del Drago

La Contrada del Drago è una delle diciassette suddivisioni storiche della città toscana di Siena. Prende parte al Palio di Siena.

## Territorio

### Le strade all'epoca del Bando
Il Bando di Violante di Baviera (1730) determina la suddivisione territoriale delle diciassette Contrade di Siena facendo riferimento ai palazzi e ai loro proprietari dell'epoca, basandosi quindi sulle costruzioni più che sulle strade. Esso viene ancora oggi considerato la disposizione di base per determinare gli effettivi confini delle Contrade. Secondo il Bando relativo alla Nuova divisione dei confini delle Contrade, il territorio della Contrada del Drago è delimitato dalle seguenti vie e palazzi:
"Drago. n. 16 - Dalla chiesa di San Domenico in Camporeggi inclusive tenga per ambe le parti la via che porta alla Sapienza, scenda la piaggia da ambe le partì fino alla chiesa curata di Sant'Antonio esclusive, di dove ritorcendo nella via sopradetta della Sapienza quella tutta tenga, e svoltando e tenendo a sinistra salga il vicolo al osteria della Rosa ed a man sinistra tenendo passi sotto l'arco in faccia a Galli nella strada maestra di Camollìa, ove tenendo pure a sinistra vada fine alla svolta detta Cavallerizza ed occupando tutte le case da quella parte, comprendendo il palazzo e poggio Malavolti, convento e via del Paradiso, ritorni a Camporeggi e comprenda la via del Pulcino e la strada che da Camporeggi per gli orti porta alla Lizza."

### Le strade ai nostri giorni
Le strade che attualmente fanno parte del territorio della Contrada sono le seguenti:
- via San Domenico
- via del Paradiso
- via della Sapienza
- vicolo della Palla a Corda
- via di Camporegio
- via delle Terme (parte)
- via dei Termini (parte)
- via dei Pontàni (parte)
- Banchi di Sopra (parte)
- via dei Montanini (parte)
- via dei Malavolti
- viale Curtatone

- via dell'Arco dei Malavolti
- costa di Sant'Antonio (parte)
- costa dell'Incrociata
- piazza Giacomo Matteotti
- piazza Camporegio
- piazzetta degli Alberghi
- vicolo del Campaccio
- vicolo della Rosa
- vicolo del Cavalletto
- vicolo del Rustichetto

## Storia
La Contrada del Drago, insieme alla Giraffa, alla Chiocciola e all'Onda, fu fra le prime Contrade a comparire nel Campo con il proprio simbolo: partecipò ad un "Gioco delle Pugna" organizzato il 1º marzo 1494. Alcune ricerche sembrano documentare l'associazione del nome al rione già nel 1481 anche al di fuori della partecipazione a pubblici eventi.
La Contrada comprende le Compagnie Militari di San Donato da Montanini e Sant'Egidio del Poggio Malavolti, e prese probabilmente il nome (e quindi l'insegna) dal drago esistente sullo stemma della prima. Un'altra interpretazione fa risalire lo stemma all'arma gentilizia della Famiglia Borghesi: un drago giallo in campo verde. Un'ulteriore interpretazione associa l'emblema a quello della Famiglia Benincasa, la famiglia di Santa Caterina. Comunque sia, gli abitanti del rione parteciparono alle prime "Cacce ai tori" con una macchina a forma di drago e furono chiamati "gli uomini del Drago".
Fino alla metà del XVII secolo gli appartenenti alla Contrada si adunarono in abitazioni private o in botteghe del rione. È solo dal 1650 che gli fu concesso di adunarsi nella cappella della Compagnia Laicale di San Domenico in Camporegio. Dal 1679 quest'ultima si impegnò a contribuire alle spese sostenute in occasione del Palio, purché il premio, in caso di vittoria, venisse offerto all'altare di San Domenico. Questo accordo durò quasi cento anni ed ebbe termine, a causa di dissapori, dopo la vittoria del Drago nel Palio del 2 luglio 1738. Da questa data al 1787 l'unico breve cenno alla Contrada del Drago è ancora nei verbali della Compagnia di San Domenico e l'unica testimonianza di quel periodo è il Palio vinto il 16 agosto 1786, ancora conservato.
Il Drago ha avuto una sede dal 1787, quando il Granduca di Toscana Pietro Leopoldo gli donò la chiesa di Santa Caterina e parte del Convento delle Monache dette "del Paradiso", costruita intorno al 1620. Chiesa e Museo si trovano su quello che era il Poggio Malavolti, più volte sbassato e oggi di difficile individuazione. La sistemazione attuale dell'area risale al 1903. Le scale attuali testimoniano la diversa altezza del terreno: davanti alla porta della chiesa, oggi in alto, si stendeva allora un prato che degradava fino a quelli che erano chiamati Orti di San Domenico.
Il luogo prese il nome dalla Famiglia Malavolti (documentata a Siena nel XII secolo) che qui aveva il suo castellare ed era proprietaria di tutta l'area chiamata ancora oggi "Camporegio": la tradizione racconta che qui si sia accampato Enrico VI nell'assedio del 1186.
Il Drago conserva la montura (il costume della Contrada) più vecchia giunta ai giorni nostri: un costume di foggia "spagnolesca" del 1839.

## Il Palio della Pace

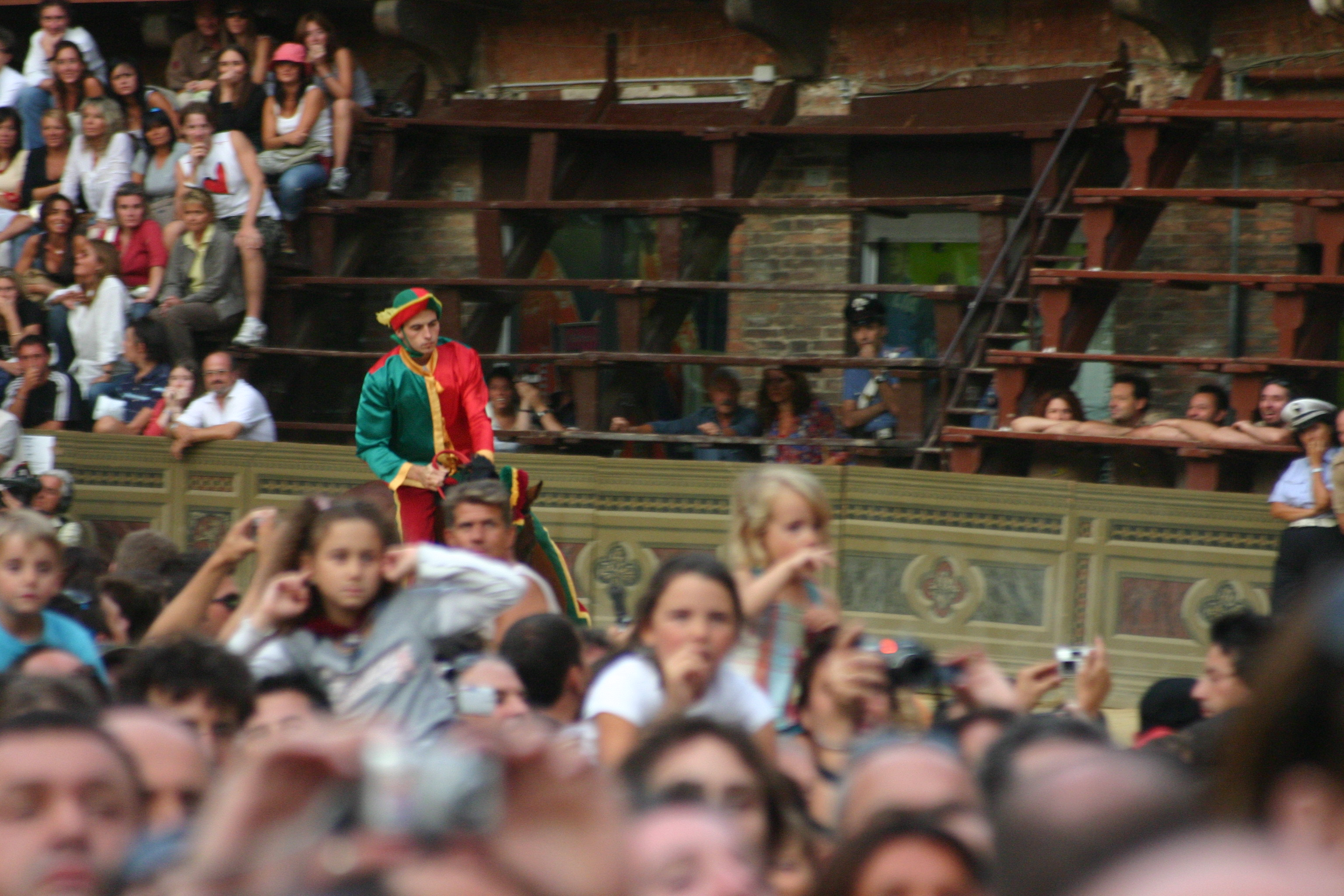
Giuseppe Zedde detto Gingillo con il giubbetto del Drago durante la Prova Generale del Palio dell'Assunta 2006

Il Drago può annoverare fra i suoi successi la carriera più turbolenta dal dopoguerra ad oggi: il cosiddetto Palio della Pace, voluto a furor di popolo per celebrare la fine della Seconda guerra mondiale.
In tutta fretta fu organizzato il Palio il 19 agosto 1945, con il drappellone appena abbozzato dal maestro Dino Rofi, ma la corsa fu rimandata al giorno successivo per la pioggia. Il favorito d'obbligo era il Bruco che con la coppia Biondo-Mughetto contava di rompere un digiuno lungo ormai ventitré anni. Tutto fu sistemato a puntino dalla dirigenza di Via del Comune: l'unica preoccupazione era rappresentata dal Drago, che presentava al canape una coppia di diciannovenni, il fantino-studente Gioacchino Calabrò detto Rubacuori e il blasonatissimo cavallo Folco.
La sera del 20 agosto, dopo due mosse annullate clamorosamente, che provocarono il polemico ritiro della Tartuca partita in testa in entrambe le circostanze, tutto sembrava filare liscio per il Bruco che si mantenne primo per gran parte della carriera. Ma il colpo di scena incombeva: il fantino del Drago, rimasto sempre in seconda posizione per le nerbate del Biondo, passò in testa sfruttando le grandi doti di Folco. Fu la fine dei sogni del Bruco, i cui contradaioli inferociti per il mancato successo diedero vita a numerosi tumulti rimasti nella storia. Rubacuori fu salvato a stento da un linciaggio, mentre gli scontri in Piazza si fecero molto violenti ed ebbero il loro culmine con la distruzione del Drappellone che fu letteralmente ridotto in brandelli dai brucaioli.
Solo dopo un mese, ad acque calmate, il Drago poté ricevere il Palio legittimamente vinto nel Campo, fatto ridipingere a spese del Bruco. Il pittore fece però una piccola variazione rispetto al drappellone andato distrutto: il Drago aveva ora, nel suo stemma, un piccolo bruco in bocca.

## Una contrada senza rivali
Il Drago è l'unica Contrada a non aver mai avuto una nemica ufficiale: è vero che negli anni cinquanta e sessanta sorsero screzi con la Lupa, e più recentemente con la Selva e con il Bruco, ma nulla di tutto ciò si è mai tradotto in rivalità. Sulla base delle statistiche disponibili sulla durata della Dirigenza di Contrada, la Contrada del Drago è anche la Contrada di Siena che ha la più alta durata in carica dei suoi dirigenti, quindi la più alta "stabilità politica".

### Alleanze sciolte
- Oca, dal 1789 al 1947
- Lupa, dal 1789 al 1950
- Selva, dal 1824 al 1979

### Nemiche
Il Drago non ha mai avuto rivalità.

## Vittorie
| N° vittoria                  | Data            | Fantino                                      | Cavallo                        |
| ---------------------------- | --------------- | -------------------------------------------- | ------------------------------ |
| 1                            | 6 novembre 1650 | ?                                            |                                |
| 2                            | 28 giugno 1682  | Pavolo Roncucci detto Pavolino               |                                |
| Vittorie nel XVII secolo: 2  |                 |                                              |                                |
| 3                            | 4 luglio 1717   | Michele Fedi detto Muletto                   | Baio di Buonconvento           |
| 4                            | 2 luglio 1724   | Domenico Fulgenzi detto Romano               | Colombino                      |
| 5                            | 2 luglio 1729   | Giovanni Cappannini detto Capanna            | Leardo del Parigini            |
| 6                            | 2 luglio 1738   | Antonio Corgnolini detto Pettinajo           | Sauro bruciato di Buonconvento |
| 7                            | 16 agosto 1748  | Domenico Laschi detto Bechino                | Cavallo del Becarelli          |
| 8                            | 2 luglio 1763   | Francesco Manganelli detto Checchino         | Stornello del Falorsi          |
| 9                            | 16 agosto 1771  | Luigi Sucini detto Nacche                    | Cavazza                        |
| 10                           | 16 agosto 1786  | Isidoro Bianchini detto Dorino               | Baio bruciato del Nepi         |
| Vittorie nel XVIII secolo: 8 |                 |                                              |                                |
| 11                           | 2 luglio 1833   | Giovanni Brandani detto Pipistrello          | Morello dello Iacopi           |
| 12                           | 17 agosto 1845  | Giuseppe Buoni detto Figlio di Bonino        | Morello del Barbetti           |
| 13                           | 16 agosto 1874  | Angelo Romualdi detto Girocche               | Storno del Pisani              |
| 14                           | 2 luglio 1878   | Paolo Santinelli detto Marzialetto           | Baia del Nardi                 |
| 15                           | 16 agosto 1881  | Genesio Sampieri detto Il Moro               | Baio bruciato del Carlini      |
| 16                           | 18 agosto 1889  | Palio straordinario corso con cavalli scossi | Baia zaina                     |
| 17                           | 2 luglio 1890   | Francesco Ceppatelli detto Tabarre           | Prete                          |
| 18                           | 16 agosto 1890  | Francesco Ceppatelli detto Tabarre           | Farfallina                     |
| 19                           | 2 luglio 1894   | Francesco Ceppatelli detto Tabarre           | Morello bruciato del Borgogni  |
| Vittorie nel XIX secolo: 9   |                 |                                              |                                |
| 20                           | 2 luglio 1900   | Angelo Volpi detto Bellino                   | Sultana                        |
| 21                           | 2 luglio 1903   | Alduino Emidi detto Zaraballe                | Colombina                      |
| 22                           | 16 agosto 1909  | Angelo Meloni detto Picino                   | Calabresella                   |
| 23                           | 16 agosto 1911  | Aldo Mantovani detto Bubbolo                 | Baia fiore in fronte           |
| 24                           | 2 luglio 1921   | Giulio Cerpi detto Testina                   | Crognolo                       |
| 25                           | 16 agosto 1936  | Tripoli Torrini detto Tripolino              | Aquilino                       |
| 26                           | 2 luglio 1938   | Tripoli Torrini detto Tripolino              | Folco                          |
| 27                           | 20 agosto 1945  | Gioacchino Calabrò detto Rubacuori           | Folco                          |
| 28                           | 16 agosto 1962  | Antonio Trinetti detto Canapetta             | Beatrice                       |
| 29                           | 16 agosto 1963  | Donato Tamburelli detto Rondone              | Zaffira                        |
| 30                           | 2 luglio 1964   | Giuseppe Vivenzio detto Peppinello           | Arianna                        |
| 31                           | 2 luglio 1966   | Eletto Alessandri detto Bazza                | Topolona                       |
| 32                           | 2 luglio 1986   | Roberto Falchi detto Falchino                | Ogiva                          |
| 33                           | 16 agosto 1989  | Antonello Casula detto Moretto               | Benito III (scosso)            |
| 34                           | 16 agosto 1992  | Giuseppe Pes detto Il Pesse                  | Pitheos                        |
| 35                           | 16 agosto 1993  | Andrea Chelli detto Mistero                  | Vittorio (scosso)              |
| Vittorie nel XX secolo: 16   |                 |                                              |                                |
| 36                           | 16 agosto 2001  | Luca Minisini detto Dè                       | Zodiach                        |
| 37                           | 2 luglio 2014   | Alberto Ricceri detto Salasso                | Oppio                          |
| 38                           | 2 luglio 2018   | Andrea Mari detto Brio                       | Rocco Nice                     |
| 39                           | 2 luglio 2022   | Giovanni Atzeni detto Tittìa                 | Zio Frac                       |
| Vittorie nel XXI secolo: 4   |                 |                                              |                                |

.

### Masgalani vinti
| N° vittoria                                                      | Data           | Offerto da                                                          | Realizzato da          | Note                                        |
| ---------------------------------------------------------------- | -------------- | ------------------------------------------------------------------- | ---------------------- | ------------------------------------------- |
| 1                                                                | 2 luglio 1951  | Corporazione dei Beccari (Macellai)                                 | Aldo Marzi             | -                                           |
| 2                                                                | 16 agosto 1959 | Comune di Montalcino                                                | Aldo Marzi             | Ex aequo con la Nobile Contrada del Nicchio |
| 3                                                                | 1966 - 1967    | Comune di Siena                                                     | Aldo Marzi             | -                                           |
| 4                                                                | 16 agosto 1973 | Città di Milano                                                     | Bottega orafa italiana | Ex aequo con la Contrada della Selva        |
| 5                                                                | 1987           | Associazione Provinciale per il Commercio e per il turismo di Siena | Rino Conforti          | -                                           |
| 6                                                                | 1991           | Guide Turistiche del Comune di Siena                                | Alberto inglesi        | -                                           |
| Vittorie nel XX secolo: 6                                        |                |                                                                     |                        |                                             |
| 7                                                                | 2008           | Periodico Il Carroccio                                              | Eugenia Vanni          | -                                           |
| 8                                                                | 2017           | Lions Club di Siena                                                 | Paolo Penko            | Ex aequo con la Nobile Contrada dell'Oca    |
| Vittorie nel XXI secolo: 2                                       |                |                                                                     |                        |                                             |
| Anni di ritardo dall'ultimo masgalano vinto: 7 anni e 322 giorni |                |                                                                     |                        |                                             |

.